# Vittaria bonincola
Vittaria bonincola är en kantbräkenväxtart som beskrevs av H. Itô. Vittaria bonincola ingår i släktet Vittaria och familjen Pteridaceae. Inga underarter finns listade.